# Stenek
Stenek (Quercus ilex) är en städsegrön ek som är inhemsk i Medelhavsområdet.

## Biologi

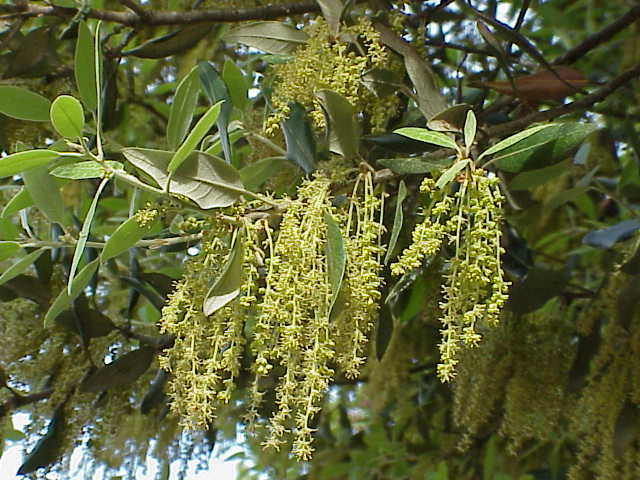
Nya blad och hanblommor på försommaren.

Stenekar kan bli 20–27 meter höga, med mörk fårad bark och läderaktiga städsegröna blad. De förekommer även i buskartad form i Medelhavsområdets macchia. Bladen sitter i allmänhet kvar i minst två år. Bladen är mörkgröna på ovansidan och med vit filtaktig undersida. Bladformen är mycket variabel; vuxenformen har oftast släta bladkanter och är 4–8 cm långa och 1–3 cm breda, medan ungdomsformen av bladen har tandade kanter och liknar bladen hos järnek, Ilex aquifolium (som inte alls är någon ek). Detta är förmodligen en anpassning för att skydda sig mot betande djur. Det klassiska latinska namnet för stenek är ilex och järnekarnas likhet med unga stenekar har gjort att järneksläktet fått just namnet Ilex. Ekollonen mognar på hösten samma år som blomningen.

## Underarter
Det finns två underarter av stenek:
- Quercus ilex subsp. ilex. Inhemsk i den norra och östra delen av artens utbredningsområde, från norra Iberiska halvön och Frankrike österut till Grekland och Turkiet. Bladen är smala och ekollonen har bitter smak.
- Quercus ilex subsp. rotundifolia (synonymer Q. rotundifolia, Q. ballota). Inhemsk i den sydvästra delen av artens utbredningsområde, i sydvästra Frankrike, Andorra, centrala och södra Iberiska halvön och nordvästra Afrika. Bladen är bredare och ekollonen är ätliga och välsmakande samt saknar den vanliga bittra smaken.

## Habitat
Stenek kan anpassa sig till regioner med varierande väderförhållanden som ganska torr, mycket fuktig, varm eller i bergstrakter kall. Den kan under korta tider uthärda temperaturer så låga som -24 °C eller så höga som 42 °C. Årsnederbörden bör vanligen ligga mellan 380 och 1450 mm men kan ibland vara 250 mm.
Stenek bildar trädgrupper eller skogar där nästan inga andra träd ingår samt trädansamlingar med andra träd. Olika skogsformer med stenek är typiska. Den första är en blandskog tillsammans med atlas-en (Juniperus thurifera) i Atlasbergen i norra Afrika samt i bergstrakter i Spanien. I den andra skogsformen hittas stenek vid kanten eller i grupper intill aleppotall och andra växter som är typiska för biomen macchia och garrigue. Den tredje formen är skogar med hårdbladsväxter där stenek ofta är dominerande. Andra växter i samma skogar är vanligen olivträd, johannesbröd, korkek, smultronträd, smalbladig stenved (Phillyrea angustifolia), vintergetapel (Rhamnus alaternus) och terpentinträd.

## Användning

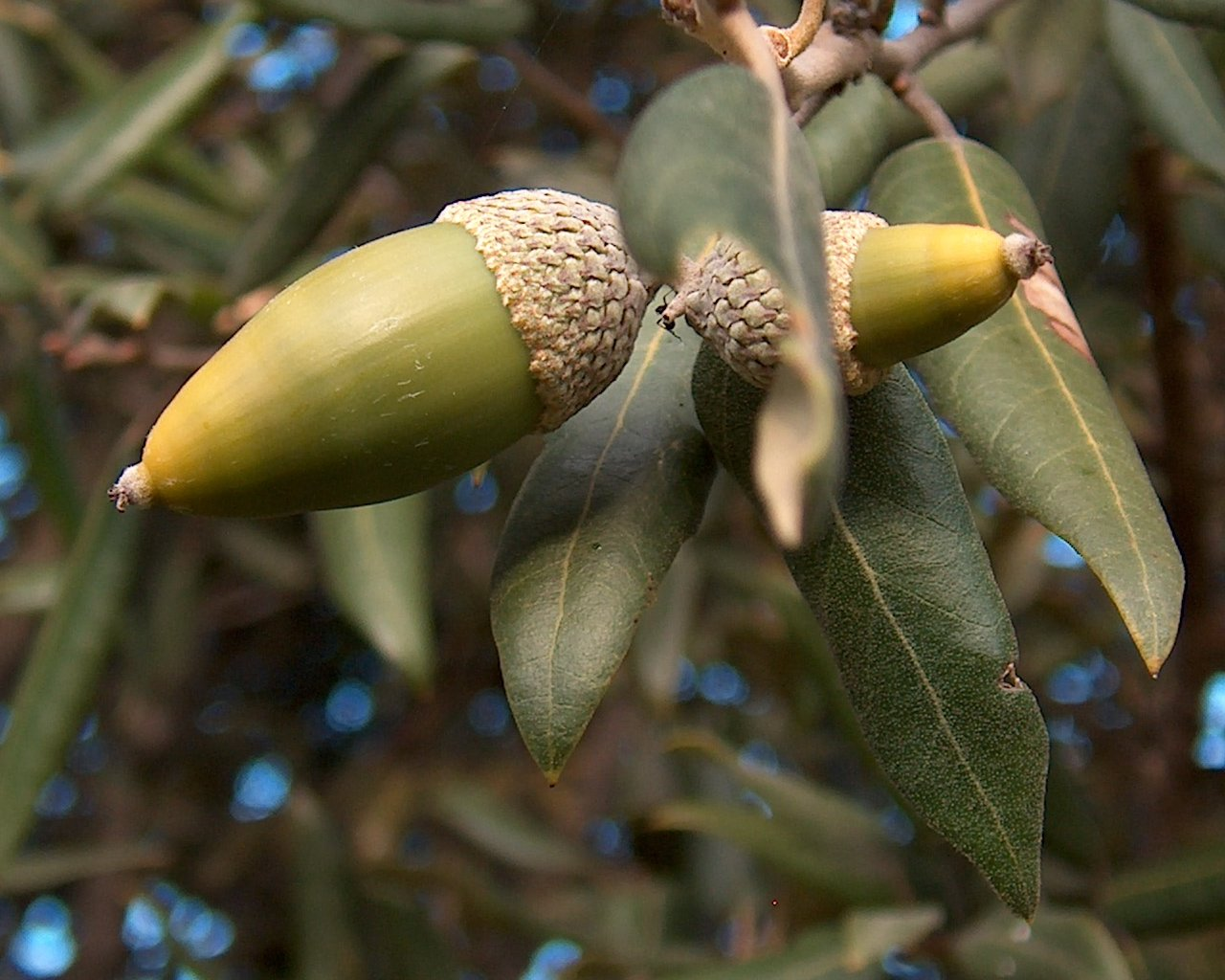
Mogna ekollon.

Stenekar ger ett bra virke och ekollonen kan användas som föda åt svin. Ekollonen hos underarten Q. ilex subsp. rotundifolia är ätliga även för människor och används i Spanien också för att framställa en typ av likör som kallas bellota, vilket helt enkelt betyder ekollon.
Tack vare att steneken är grön året om är den relativt populär som prydnadsträd i Medelhavsområdet, men även i vissa delar av Västeuropa med milda vintrar. Den har förvildats lokalt i södra England.
Stenekar betraktas traditionellt sett inte som härdiga i Sverige och det finns inte heller några stora gamla etablerade exemplar i Sverige. De tål annars ändå förvånansvärt mycket vinterkyla och anses vara härdiga ner till åtminstone −15 °C. Stora etablerade exemplar kan klara kortvarig kyla ända ner mot −20 till −25 °C. Det är vanligare att de drabbas av torkskador eller solskador på vintern än egentliga frostskador. De har emellertid ovanan att ibland skjuta nya skott även på sensommaren och dessa riskerar då att frysa bort. Stenekar kräver inte heller någon hög sommarvärme för att växa bra, vilket är förvånande med tanke på att de härstammar från Medelhavsområdet. I själva verket tycks stenekar trivas bättre i klimat med svala och fuktiga somrar än i medelhavsklimat med torra och varma somrar. Stenekar är dock ganska variabla i härdighet och vissa varianter är uppenbarligen mindre härdiga. De härdigare varianterna bör annars ha förutsättningar att klara sig även på längre sikt i åtminstone delar av zon 1. Huruvida de kan uppnå trädstorlek i Sverige är dock ännu osäkert.
Den exakta härdigheten hos Q. ilex subsp. rotundifolia är okänd. Den växer dock ofta på hög höjd och i svalare trakter inom sitt utbredningsområde, vilket tyder på att den nog också kan vara ganska köldhärdig.
Det finns en korsning mellan stenek och skogsek (Q. robur) som är känd som Turners ek (Q. × turneri) och som anses vara härdigare än den rena steneken. Det finns några relativt stora exemplar av Turners ek på friland i bland annat Skåne. Den är inte helt städsegrön och tappar ofta en del av bladen fram mot vårkanten beroende på hur kall vintern har varit. I bästa fall sitter bladen kvar till hösten året därpå. Skillnaden i härdighet mellan Turners ek och härdigare varianter av stenek är dock egentligen inte så stor.

## Bevarandestatus
Intensivt skogsbruk, bränder och betande husdjur som skadar trädet hotar beståndet. Några populationer försvann fullständigt i samband med landskapets omvandling till jordbruksmark eller samhällen. Trots artens förmåga att uthärda torka kan alltför långa perioder utan regn vara skadligt i framtiden. Stenek hotas även av luft- eller vattenföroreningar. Algsvampar som tillhör samma släkte som potatisbladmögel drabbar olika exemplar.  Dessutom kan svampen Cryphonectria parasitica vara skadlig. Hot från skadedjur är däremot obetydliga.
Trots de beskrivna hoten anses hela beståndet vara stabilt. IUCN listar stenek som livskraftig (LC).

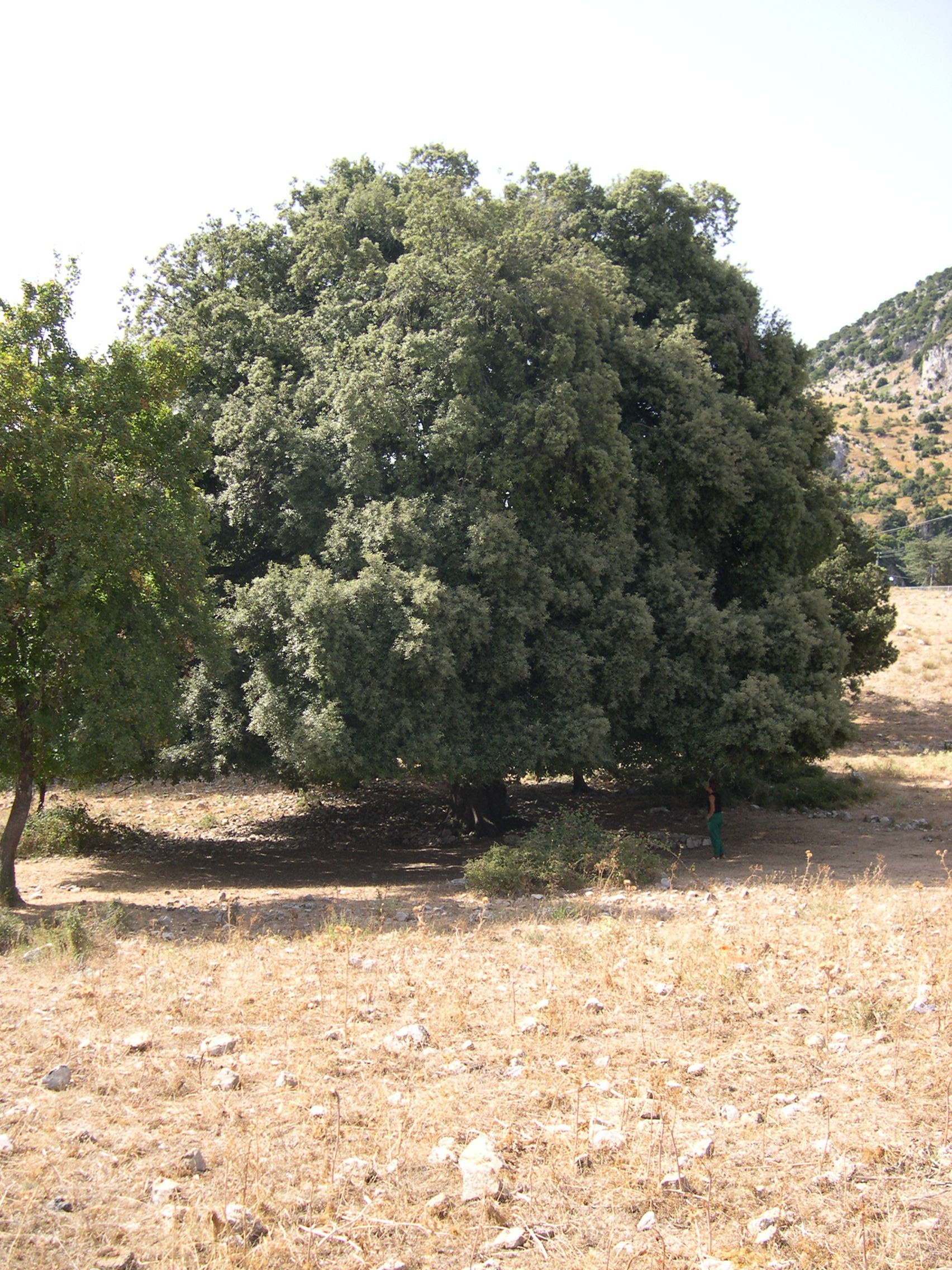
Quercus ilex, Parco delle Madonie, Sicilien, Italien
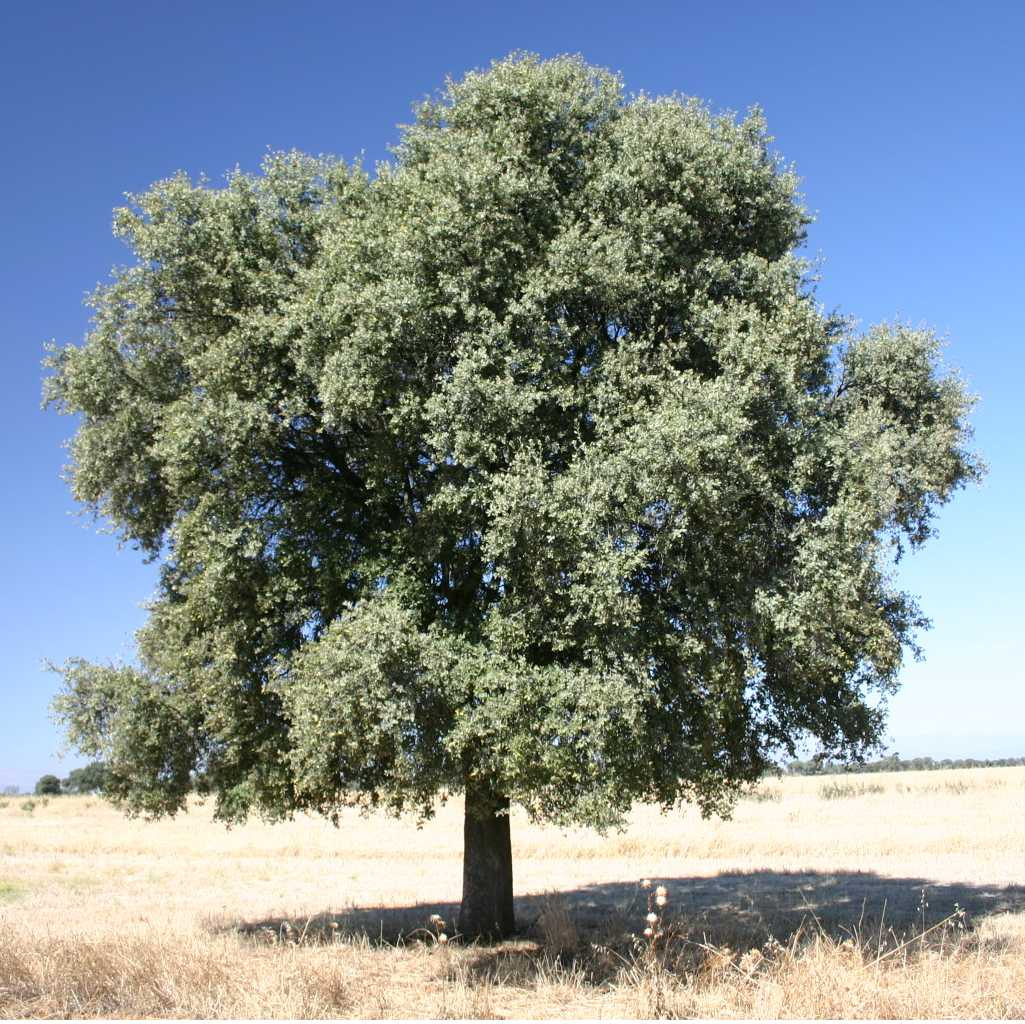
Quercus ilex subsp. rotundifolia, Extremadura, Spanien
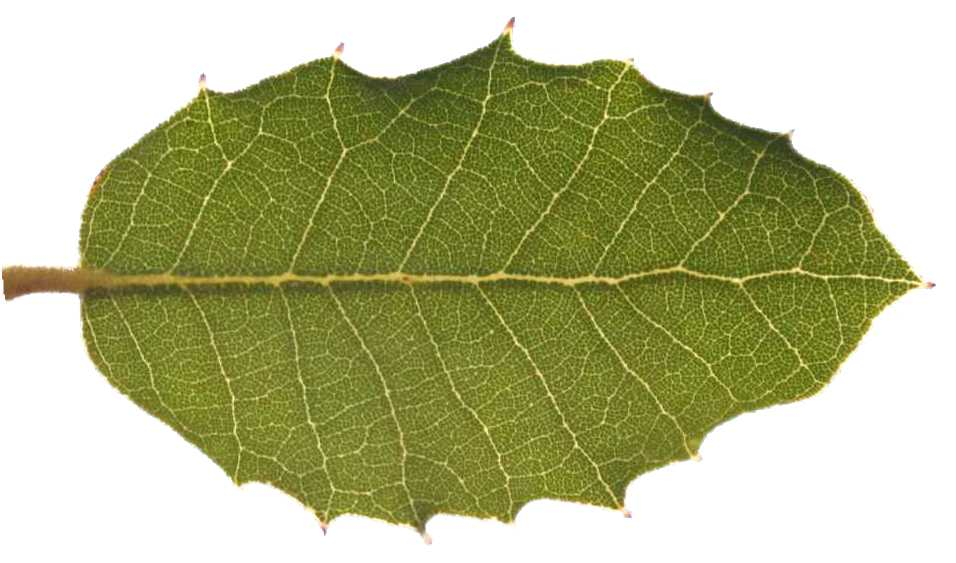
Ungdomsform av blad hos Quercus ilex subsp. rotundifolia, Extremadura, Spanien
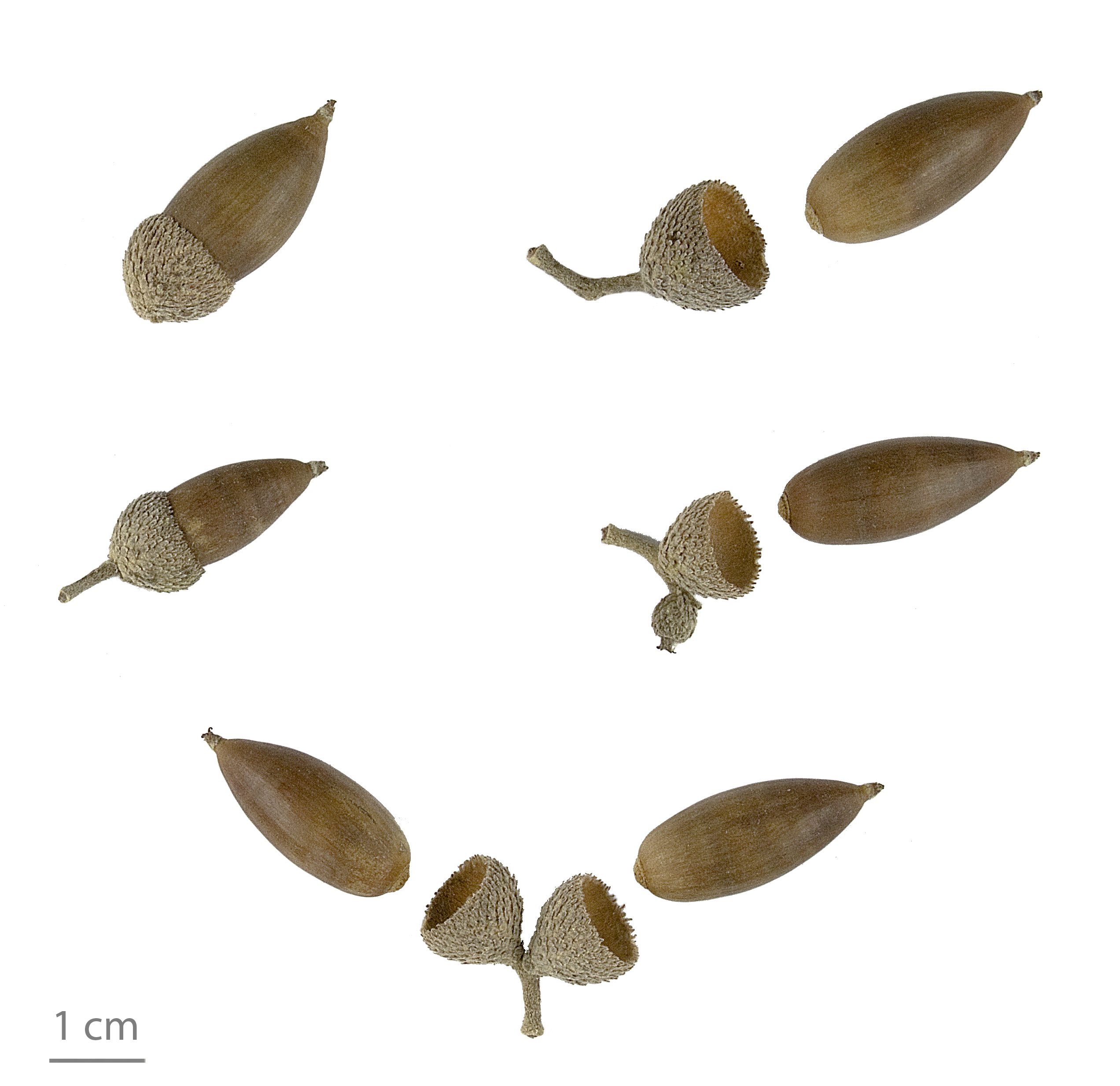
Ekollon